# Facebook Watch
Facebook Watch — VOD-сервіс Facebook, анонсований 9 серпня 2017 року, з початковим доступом на наступний день і в розгорнутому вигляді для всіх користувачів в США до кінця місяця. Оригінальний відеоконтент Facebook Watch створюється для компанії партнерами, які отримують 55% доходів від реклами, з часткою доходів Facebook у 45%.
Facebook Watch пропонує персоналізовані рекомендації для перегляду відео, а також різні категорії контенту в залежності від таких факторів, як популярність і активність в соціальних мережах. Фейсбук прагне, щоб на своїй платформі вони мали як короткострокові, так і довгострокові розважальні програми. Має[хто?] загальний бюджет в 1 мільярд доларів на контент до 2018 року. Facebook монетизує відео через рекламні ролики в середині відео і планує протестувати рекламу на початку відео вже  у 2018 році. 30 серпня 2018 року Facebook Watch став доступний на міжнародному рівні для всіх користувачів соціальної мережі по всьому світу.

## Історія
9 серпня 2017 року Facebook оголосив про запуск власного відеосервісу. Під час того ж оголошення було заявлено,що новий сервіс буде називатися Facebook Watch. Сервіс було запущено для невеликої групи користувачів США днем пізніше,  а в кінці серпня почалося його поширення для всіх користувачів в США.
У травні та червні 2018 року Facebook запустив близько шести новинних програм від партнерів, включаючи BuzzFeed, Vox, CNN і Fox News. Ці програми були розроблені керівником новинних партнерів Facebook Кемпбеллом Брауном та мали загальний бюджет у 90 мільйонів доларів США.
25 липня 2018 року Facebook дав свою першу презентацію на щорічному літньому прес-турі Асоціації телевізійних критиків.У відведений для Facebook час Фіджі Сімо, віце-президент по відео-продукту, і Рікі Ван Веен, глава глобальної креативної стратегії, продемонстрували тривалий зріст оригінальних програм Facebook на Facebook Watch.  30 серпня 2018 року Facebook Watch став доступним для всіх користувачів соціальної мережі в усьому світі.

## Бюджет та монетизація

### Бюджет контенту
Для коротких відеороликів спочатку бюджет Facebook становив приблизно 10 000-40 000 дол. США на епізод, хоча відповідно до контрактів на продовження цей бюджет становив від 50 000 до 70 000 дол. США. А телесеріали мають бюджет від 250 000 до понад 1 мільйон доларів. У вересні 2017 року газета Wall Street Journal повідомила, що компанія готова витратити до 1 мільярда доларів на оригінальний відеоконтент до 2018 року.

### Монетизація
Facebook залишає собі  45% прибутку від реклами , яка транслюється  на Facebook Watch, в той час як  його партнери, по виробництву контенту отримують 55% доходу від реклами.  У січні 2017 року компанія оголосила, що додасть рекламу у середину своїх відео. Ця реклама  відображатиметься  у відео після його перегляду користувачем не менше 20 секунд.  У грудні 2017 року Ad Age повідомил, що Facebook скасовує довгострокову заборону на рекламні оголошення на початку відео - формат реклами, який демонструє рекламний вміст, перш ніж користувачі почнуть перегляд відео. Facebook чинив опір використанню таких рекламних оголошень на початку відео, оскільки такий формат  "дратує глядачів», які хочуть отримати бажаний контент одразу. Хоча в доповіді йдеться про те, що компанія, тим не менш, спробує цей формат у подальшому.
Стів Елліс, генеральний директор маркетингової компанії WhoSay, що займається соціальним впливом, сказав Ad Age, про те що «YouTube вже показав, що люди будуть сидіти і терпіти рекламні ролики перед відео».  А також про те, що  таким чином вони не злякали споживачів. Тому є імовірність що Facebook буде дотримуватися аналогічної стратегії, так як він створює оригінальний контент. Через два тижні після звіту Ad Age Facebook оновив свій блог, зазначивши, що формат реклами перед відео почне тестуватися в 2018 році, і що в рекламні оголошення середнього рівня буде внесені зміни; зокрема, вони не можуть з'являтися в відео тривалистю до хвилини і будуть доступні тільки для відео, які тривають не менше трьох хвилин.  На відміну від початкового правила показу відео через 20 секунд, яке може тривати до 90 секунд.

## Контент
На додаток до оригінального контенту Facebook Watch також буде транслювати  контент, ліцензований у інших компаній. 30 листопада 2018 року було оголошено, що потокова служба уклала угоду з 20th Century Fox Television на трансляцію телесеріалів «Баффі, винищувачка вампірів», «Ангел» і «Світляк».

## Дохід
Аналітик Morgan Stanley, Брайан Новак (Brian Nowak) вважає, що до кінця 2018 року "Facebook Watch" може принести $ 565 млн доходу Facebook. Аналітик Джеффріс Брент Хілл передбачив, що до 2022 року ця служба може заробити $ 12 млрд.